# Genista cinerascens
Genista cinerascens é uma espécie de planta com flor pertencente à família Fabaceae. 
A autoridade científica da espécie é Lange, tendo sido publicada em Videnskabelige Meddelelser fra Dansk Naturhistorisk Forening i Kjøbenhavn 163 (Pugill.358). 1865.

## Portugal
Trata-se de uma espécie presente no território português, nomeadamente em Portugal Continental.
Em termos de naturalidade é endémica da Península Ibérica.

## Protecção
Não se encontra protegida por legislação portuguesa ou da Comunidade Europeia.